# Marathon van Berlijn 1997
De marathon van Berlijn 1997 werd gelopen op zondag 28 september 1997. Het was de 24e editie van de marathon van Berlijn. Bij de mannen was de Keniaan Elijah Lagat het sterkst in 2:07.41. De Ierse Catherina McKiernan won bij de vrouwen in 2:23.44. Het was verreweg de snelste tijd die ooit door een vrouw in Berlijn was gelopen.

## Uitslagen

### Mannen
| rang   | naam                | land | tijd    |
| ------ | ------------------- | ---- | ------- |
| Goud   | Elijah Lagat        | KEN  | 2:07.41 |
| Zilver | Eric Kimaiyo        | KEN  | 2:07.43 |
| Brons  | Sammy Lelei         | KEN  | 2:08.00 |
| 4      | Jackson Kipngok     | KEN  | 2:08.36 |
| 5      | Ronaldo da Costa    | BRA  | 2:09.07 |
| 6      | Jackson Kabiga      | KEN  | 2:09.15 |
| 7      | Andries Khulu       | RSA  | 2:09.36 |
| 8      | Abdessalam Serrokh  | MAR  | 2:09.46 |
| 9      | Andre Luis Ramos    | BRA  | 2:09.50 |
| 10     | Andrea Sipe         | TAN  | 2:10.17 |
| 11     | Shaun Creighton     | AUS  | 2:10.22 |
| 12     | Kenichi Suzuki      | JPN  | 2:10.47 |
| 13     | Luiz Carlos daSilva | BRA  | 2:11.01 |
| 14     | Stephen Ndungu      | KEN  | 2:11.16 |
| 15     | Diego García        | ESP  | 2:11.26 |
| 16     | Harri Hanninen      | FIN  | 2:12.15 |

### Vrouwen
| rang   | naam                | land | tijd    |
| ------ | ------------------- | ---- | ------- |
| Goud   | Catherina McKiernan | IRL  | 2:23.44 |
| Zilver | Madina Biktagirova  | RUS  | 2:24.46 |
| Brons  | Marleen Renders     | BEL  | 2:26.18 |
| 4      | Kayoko Obata        | JPN  | 2:27.27 |
| 5      | Renata Kokowska     | POL  | 2:29.38 |
| 6      | Mayumi Ichikawa     | JPN  | 2:30.26 |
| 7      | Simona Staicu       | ROU  | 2:31.12 |
| 8      | Viviane Anderson    | BRA  | 2:31.39 |
| 9      | Kaori Yamauchi      | JPN  | 2:37.39 |
| 10     | Anna Rybicka        | POL  | 2:39.48 |

1974 ·
1975 ·
1976 ·
1977 ·
1978 ·
1979 ·
1980 ·
1981 ·
1982 ·
1983 ·
1984 ·
1985 ·
1986 ·
1987 ·
1988 ·
1989 ·
1990 ·
1991 ·
1992 ·
1993 ·
1994 ·
1995 ·
1996 ·
1997 ·
1998 ·
1999 ·
2000 ·
2001 ·
2002 ·
2003 ·
2004 ·
2005 ·
2006 ·
2007 ·
2008 ·
2009 ·
2010 ·
2011 ·
2012 ·
2013 ·
2014 ·
2015 ·
2016 ·
2017 ·
2018